# ЛАЗ-5252
ЛАЗ 5252 — украинская группа модификаций городских автобусов большой вместимости, выпускавшаяся с 1992 по 2006 год Львовским автобусным заводом. Эта модель стала дальнейшим развитием неудачного автобуса ЛАЗ-4202. С 1994 по 2006 год выпускался также и троллейбус ЛАЗ-52522.

## История
Проектирование этого автобуса своими корнями уходит в середину 1970-х годов.
В 1977—1978 годах Всесоюзный конструкторско-экспериментальный институт автобусостроения построил самый первый ЛАЗ-5252, однако путь до конвейера у ЛАЗа-5252 оказался долгим, поскольку в то время доминировали городские Ikarus 260 и Ikarus 280, а также несколько междугородных моделей Икарусов.
Руководство Львовского автобусного завода тормозило развитие и производство моделей ЛАЗ 5252, поскольку сборка старых ЛАЗ-695, ЛАЗ-697, ЛАЗ-699 и других была куда более лёгким делом. А КАвЗ, на котором планировалось освоить производство ЛАЗ 5252, в 1980-х годах нуждался в переоборудовании.
Ситуация с транспортным обеспечением значительно ухудшилась после провозглашения независимости Украины. Поставки автобусов марки Ikarus прекратились, а своего автобуса большой вместимости (80—100 пассажиров) на Украине не было. Тогда серийный выпуск ЛАЗ 5252 вынуждены были наладить довольно быстро. Правда, поскольку многие из этих автобусов собирались на скорую руку, в них впоследствии было обнаружено большое количество недоработок и дефектов.
В 1990-е годы ЛАЗ попал в трудное положение из-за того, что у него не было постоянных поставщиков двигателей, а двигатели ЗИЛ и КАМАЗ больше не поставлялись во Львов. Поэтому модификации ЛАЗ 5252 имели разные двигатели, которыми, собственно, только и различались. Все двигатели требовали большого моторного отсека, поэтому задние двери в поздних модификациях становились одностворчатыми и вместе с этим увеличилось пространство на заднем ряду сидений для пассажира, сидящего перед дверью.
Осенью 1992 года были спроектированы троллейбусы ЛАЗ 52522 на базе автобусов ЛАЗ 52521 и ЛАЗ 52523 различных модификаций; первый троллейбус на основе кузова автобуса ЛАЗ-52521 был построен в 1993 году, а в 1994 году началось серийное производство троллейбуса ЛАЗ-52522 (всего в 1994—2006 годы для Львова было выпущено 47 троллейбусов этой модели, но за пределами города они распространения не получили, оказавшись недостаточно надёжными и долговечными).
В январе 1994 года Кабинет министров Украины поручил заводу начать производство городских автобусов ЛАЗ-5252 для министерства транспорта Украины.
Летом 1994 года завод выпустил первые троллейбусы ЛАЗ-52522 с двигателем ЭД 138АУ2 от Электротяжмаша (Харьков); двигатель в них располагался в центральной части под полом, поэтому задние двери троллейбуса остались двустворчатыми.
В начале 1995 года завод начал серийный выпуск городского автобуса ЛАЗ-5252 с двигателем Renault MIDR 06.02.26.
В конце 1990-х годов ЛАЗ 5252 показали свою ненадёжность (частые мелкие поломки), общее низкое качество исполнения и ненадежность силовых агрегатов. Троллейбусы 52522 имели схожие проблемы и не могли конкурировать с качественными и дешевыми ЮМЗ Т2, что с 1993 года выпускались на Южном машиностроительном заводе в Днепропетровске. В конце 1990-х годов выходили новые модификации — ЛАЗ 52527, ЛАЗ 52523 и ЛАЗ 52528. В 1995 году Харьковский вагоноремонтный завод освоил выпуск автобуса ХАРЗ 5259 «Харьковчанин», который почти полностью внутри и снаружи был «списан» с ЛАЗ 5252, но этот автобус был выпущен только в 6 экземплярах.
В 2002 году начался рестайлинг моделей ЛАЗ 5252, в основном были обновлены автобусы ЛАЗ 52527 и ЛАЗ-52528. ЛАЗ 52527 (старого типа) поставлялся в Киев в конце 1990-х годов, пройдя рестайлинг, целая партия ЛАЗ 52528 с 2006 года работает в Львове на автобусном маршруте № 5. ЛАЗ 52528 имел большую цену и мощный российский двигатель ЯМЗ 236НЕ, чем и отличался от 52527 модели. Рестайлинг троллейбусов начался на два года позже, после того, как ЛАЗ изготовил рестайлинговый ЛАЗ 52522, обменяв его на списанный львовский троллейбус старого варианта № 008. Новому троллейбусу достался парковый номер 008, под которым он работал во Львове до 2020 года .
В 2004 году начал выпускаться ЛАЗ А183 «СитиЛАЗ» — 12-метровый преемник ЛАЗ 5252, очень скоро вошедший в производство, и сочленённый ЛАЗ А292. ЛАЗ 52528 и ЛАЗ 52527 держались на конвейере ещё год, до 2005, пока их производство было полностью прекращено. Троллейбус ЛАЗ 52522 задержался на конвейере ещё на год, последние рестайлинговые модели 2006 года выпуска были отправлены в Тернополь; всего было выпущено 85 троллейбусов ЛАЗ 52522.

## Модельный ряд ЛАЗ-5252 и его модификации
В течение производства ЛАЗ 5252 в 1992—2006 годов было выпущено 8 автобусных и 1 троллейбусная модификация (52522). Эти модели внешне почти не отличаются друг от друга (за исключением количества створок дверей и объёма моторотсеков); различаются они только двигателями. Годы производства ЛАЗ 5252 и его модификаций — это в основном середина-конец 1990-х годов. ЛАЗ 52522 (троллейбус) считается равноправной модификацией ЛАЗ 5252.
- ЛАЗ 5252 — базовая модель с советским двигателем.
- ЛАЗ 52521 — самая первая модификация ЛАЗ 5252. Автобус оснащался двигателем КАМАЗ −7408.10; имел задние двустворчатые двери. Этот автобус массово не выпускался.

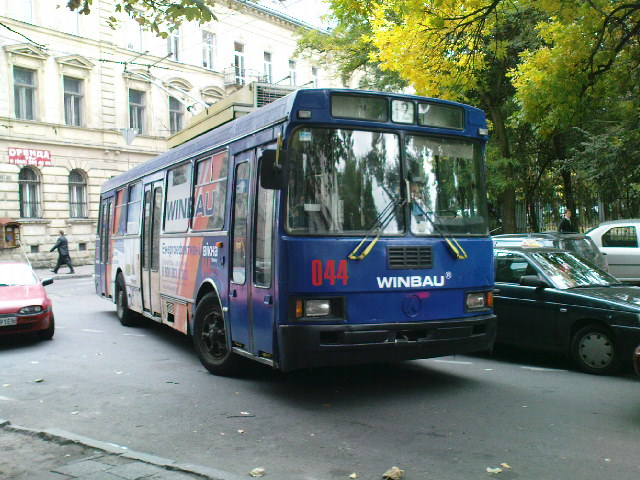
ЛАЗ 52522 № 044 на 12 маршруте у университета имени И. Франко во Львове

- ЛАЗ 52522 — троллейбус на базе модификаций ЛАЗ 5252, который был спроектирован в конце 1992 года и пошёл в серийное производство с 1994 года. Эти машины имели множество недостатков, которые имели ЛАЗ 5252, в частности, быструю коррозию кузова и мелкие поломки электрооборудования. Первая серия выпускалась до 1998 года. Рестайлинг троллейбусов 52522 начался в 2004 году, до 2006 года было выпущено 10 новых машин. С 2006 года их заменил ЭлектроЛАЗ-183.
- ЛАЗ 52523 — автобус с двигателем Renault MIDR 06.02.26, ЛАЗ применил двигатель Renault из-за того, что российские двигатели ЯМЗ, КАМАЗ и ЗИЛ в то время были очень объёмными. Он выпускался с 1992 года до конца 1990-х годов; поставлялся в различные города Украины, а также в некоторые города Российской Федерации.
- ЛАЗ 52523А — более дешевый вариант автобуса ЛАЗ-52523 с двигателем ЯМЗ-236А.
- ЛАЗ 52524 — автобус с двигателем MAN; эта модель не получила широкого распространения.
- ЛАЗ 52527 — обновлённый автобус с двигателем RABA D10TL160 E2; выпуск 1998—2005; этот автобус имел определенные элементы рестайлинга и держался на конвейере до 2005 года, вместе с 52528.
- ЛАЗ 52528 — рестайлинг ЛАЗ 5252 с двигателем ЯМЗ-236НЕ (с турбонаддувом); задние двери стали одностворчатыми. Цена автобусов стала выше из-за новых конструкционных материалов и более мощного двигателя. Иногда он фигурировал как ЛАЗ А172 в документации завода; выпускался до 2005 года, пока его не заменил СитиЛАЗ.
- ЛАЗ 52528А — вариант автобуса ЛАЗ-52528 с двигателем ЯМЗ-236А, выпуск начат в конце 1990-х годов.
- ЛАЗ 52529 — с двигателем Cummins С220, выпускался небольшими партиями.

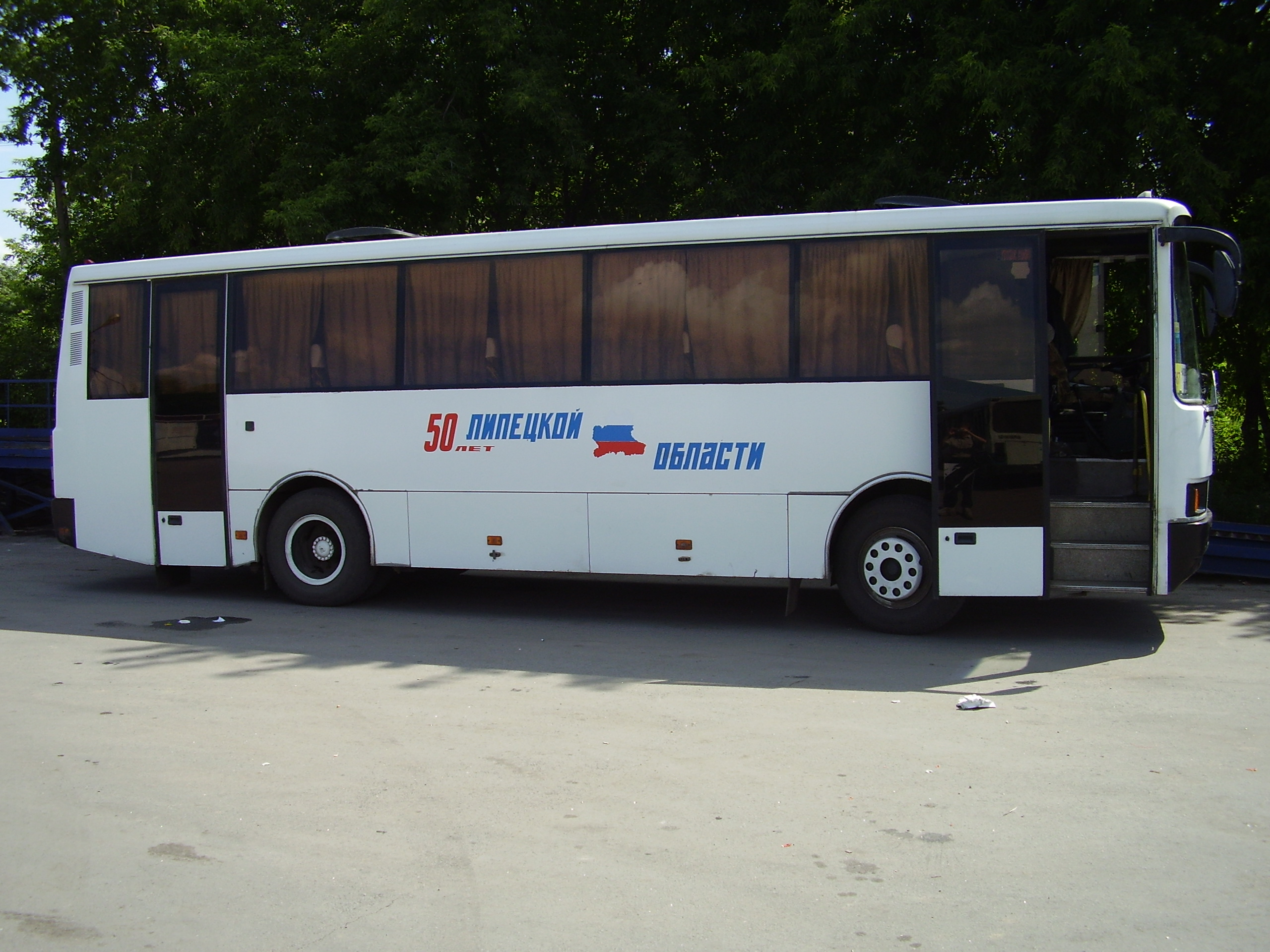
ЛАЗ Лайнер 9

ЛАЗ 5252 и его элементы были применены и на других автобусах Львовского производства:
- ЛАЗ Лайнер 12 — междугородный и туристический автобус нового поколения ЛАЗ, близкий к ЛАЗ 5252;
- ХАРЗ 5259 — автобус Харьковского вагоноремонтного завода (выпускался в 1995 году), одинаковый с 5252 по габаритам.

Преемники ЛАЗ 5252 в модельном ряду ЛАЗ
- ЛАЗ А183 — 12-метровый низкопольный городской ЛАЗ, который заменил 5252.
- ЛАЗ А292 — 18-метровый низкопольный двухсекционный городской ЛАЗ, сочленённая версия А183
- ЭлектроЛАЗ-183 — 12-метровый низкопольный троллейбус ЛАЗ, который пришёл на смену ЛАЗ 52522.
- ЭлектроЛАЗ-301 — 18-метровый низкопольный двухсекционный троллейбус ЛАЗ, сочленённая версия ЛАЗ Е183.

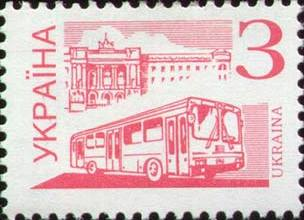
Почтовая марка Украины, 1995 год

## Описание модели
| Технические характеристики ЛАЗ 5252                        | Технические характеристики ЛАЗ 5252                                              |
| ---------------------------------------------------------- | -------------------------------------------------------------------------------- |
| Класс                                                      | Городской или (изредка) междугородный автобус                                    |
| Модель                                                     | ЛАЗ 5252                                                                         |
| Модификации                                                | ЛАЗ 52521 ЛАЗ 52522 ЛАЗ 52523 ЛАЗ 52523А ЛАЗ 52524 ЛАЗ 52527 ЛАЗ 52528 ЛАЗ 52529 |
| Проект построения, год                                     | 1977                                                                             |
| Разработан                                                 | Львовавтобуспром                                                                 |
| Годы производства                                          | 1992-2006                                                                        |
| Автобусы, подобные ЛАЗ 5252                                | ХАРЗ 5259 ЛиАЗ 5256                                                              |
| Предшественник                                             | ЛАЗ 4202                                                                         |
| Преемник                                                   | Поколение NeoLAZ                                                                 |
| Кузов                                                      | Вагонной компоновки, полностью оцинкованный и обработанный материалами Helios    |
| Длина кузова, мм                                           | 11120 (первые модели в частности троллейбуса) 11440 (стандартная длина)          |
| Ширина по молдинги, мм                                     | 2500                                                                             |
| Высота, мм                                                 | 3075                                                                             |
| Колёсная база, мм                                          | 5470                                                                             |
| Колеса                                                     | Радианные, 4 × 2 (2 оси)                                                         |
| Шины                                                       | 10,00 R20                                                                        |
| Снаряжённая масса, кг                                      | 10400                                                                            |
| Полная масса, кг                                           | 17070                                                                            |
| Тормозная система                                          | Пневматическая двухконтурный барабанного типа, возможна установка ABS            |
| Двери                                                      | Двух / одностворни 2-2-1; 2-2-2                                                  |
| Оснащение двери                                            | Ширма / цельная резина; развитое остекление                                      |
| Фары (передние)                                            | Квадратные + квадратные противотуманные                                          |
| Бампер                                                     | Сварной, чёрный, четко очерченные                                                |
| Настил пола салона                                         | Линолеумный «ковёр»                                                              |
| Высота пола салона над дорогой, мм                         | 790                                                                              |
| Минимальный радиус поворота, м                             | 12                                                                               |
| Сиденья                                                    | Парные и одинарные, с поролоновой и наполнителем внутри                          |
| Общее количество сидений                                   | 26 28                                                                            |
| Поручни                                                    | Тонкие, из оцинкованной стали с красочным покрытием                              |
| Вентиляция                                                 | Через люки в крыше и сдвижные форточки                                           |
| Отопление в салоне                                         | WEBASTO 268,07, от электрического обогревателя (троллейбус)                      |
| Подсветка в салоне                                         | Через плафонные светильники над окнами или на потолке                            |
| Полная вместимость, чел.                                   | 95, 97, 98, 100, 103, 108                                                        |
| Кабина водителя                                            | Отгорожена цельной перегородкой от салона                                        |
| Дверь кабины                                               | Внешние (передняя створка 1 двери) из салона                                     |
| Приборная панель                                           | Из пластика (расположение приборов и их действие рассмотрено в статье ЛАЗ 52522) |
| Боковые зеркала внешнего вида                              | Квадратные и сферические                                                         |
| Рулевое управление                                         | МАЗ 64229 ZF Servocom                                                            |
| КПП                                                        | 5-ступенчатая RABA D10TLL 160 E2 или ЯМЗ-236НЕ                                   |
| Подвеска                                                   | Зависимая, пневматическио-рессорные                                              |
| Система управления (троллейбус)                            | Реостатно-контакторная                                                           |
| Двигатель                                                  | Подробно описаны сверху                                                          |
| Двигатель (троллейбус)                                     | Электротяжмаш ЕД138АУ2                                                           |
| Мощность, кВт                                              | 130 (троллейбус), 162, 169, 192                                                  |
| Максимальное отклонение от контактной сети, м (троллейбус) | 4.2                                                                              |
| Расход топлива при скор. 60 км/ч на 100 км, л              | 30, 32, 33, 35                                                                   |
| Разгон от 0 до 60 км/ч за, с                               | 23-35                                                                            |
| Максимальная скорость движения, км/ч                       | 70, 75, 83 (троллейбус), 90, 95, 120                                             |

ЛАЗ 5252 является автобусом среднего класса, предназначенным для работы на городских перевозках. Внешне он отдалённо напоминает Ikarus 260-й серии, однако, на самом деле является вполне самостоятельной разработкой. Первые опытные машины автобусов и троллейбусов имели длину 11,12 метра, позже стали несколько длиннее — до 11,4 метра. Такие габариты присущи всем современным выпускам этого автобуса. Высота автобуса — не более 3 метров, троллейбус вырос ещё на 20 сантиметров за счёт комплекта тягового электрооборудования и кулера «Bosch».
Кузов автобуса — несущий, вагонной компоновки; дизайн кузова не имеет особых примет — он вполне квадратный, как и у Икаруса, но передняя часть автобуса несколько закруглена. Светотехника спереди представлена 2 фарами большого размера квадратной формы, у обновлённых моделей фары имеют размытие при малой глубине вклейки и большую светосилу; также 2 противотуманные фары, встроенные в бампер. Бампер автобуса сварной, большого размера, обычно чёрного цвета. Над бампером располагается эмблема Львовского автобусного завода.
Лобовое стекло автобуса относительно мало по сравнению с его преемниками (однако вполне достаточно для работы водителя, если смотреть из кабины). Стекло разделено надвое, 2 стеклоочистителя перемещаются с помощью тяговых рычагов. Проблемой этой модели являются поломки стеклоочистителей. Боковые зеркала наружной установки — сферические, со сплошным держателем в стиле «заячьи уши», у старых моделей зеркала были меньше и квадратными, поэтому были весьма неудобными при управлении автобусом. Над лобовым стеклом располагаются маршрутоуказатели; ЛАЗ 5252 и его моды ещё комплектовались электронными табло, поэтому они используют механические маршрутоуказатели.
Боковины автобуса — оцинкованные и имеют антикоррозионное покрытие от фирмы Helios. В первых вариантах ЛАЗ 5252 кузов имел гораздо худшее качество обшивки и не имел нанесённого антикоррозийного покрытия на все части кузова, поэтому обшивка кузова быстро деградировала. Подвеска моделей ЛАЗ 5252 пневморессорная, хорошо нивелирует дефекты дорожного покрытия: ямы, ухабы и тому подобное. Его предшественник ЛАЗ-4202 использовал механическую подвеску, которая быстро портилась из-за плохого качества дорог, присущего украинским автодорогам. Пневморессорная же подвеска обеспечивает мягкий и плавный ход 5252. Автобус имеет две оси, с радианными ободами колёс.
Двигатель располагается в заднем свесе; моды ЛАЗ 5252 зависят от двигателя, стоящего на автобусе, советские двигатели были очень объёмными и занимали много места, из-за чего уменьшалась вместимость автобуса. ЛАЗу 5252 присуща громкая работа двигателя, а шумоизоляция салона неудовлетворительная. У троллейбуса ЛАЗ 52522 двигатель размещён продольно под полом, троллейбусы используют реостатно-контакторную систему управления и на них стоят двигатели ЕД138АУ2 от Харьковского производителя «Электротяжмаш»; двигатель ЕД138АУ2 намного тише, чем у Škoda 14Tr, например.
Задний бампер автобуса — большой, заваренный, чёрного цвета. Кузов автобуса ЛАЗ 5252 и его модов имеет 3 входные двери, передние и средние — двустворчатые, задние могут быть как одно- так и двухдверные (зависит от модификации); ЛАЗ 52522 имеет три двустворчатые двери. Проблема заедания дверного привода была решена в модели ЛАЗ 5252, заедания дверного поводу этих моделей стало намного более редким явлением. Сначала резиновая обшивка дверей для амортизации была ширмовой, позже стала сплошь резиновой.
Автобусы ЛАЗ 5252 являются моделями высокопольного типа, в салон ведут 2 ступеньки, а высота пола салона над проезжей частью составляет около 80 сантиметров. Настил пола салона ЛАЗ 5252 — линолеумный, цельнотянутый по всему салону. Поручни автобуса тонкие, из оцинкованной стали, горизонтальные поручни сверху могут оснащаться пластиковыми ручками (в более новых моделях). Сиденья старых моделей были кожаными с поролоновым наполнителем внутри диванов; поскольку большинство сидений было парным, проход в передней части салона был слишком узок. Новые автобусы имеют мягкие зелёные велюровые сиденья раздельного типа и меньшего размера; поручни рестайлинговых автобусов окрашены в жёлтый цвет. Автобус имеет 2 накопительные площадки для пассажиров напротив средних и задних дверей.
Окна автобуса ЛАЗ 5252 разделены, в более новых модификациях после рестайлинга автобусы получили тонированные стеклопакеты. Вентиляция в салоне представлена люками на крыше и сдвижными форточками. Система освещения в салоне изменилась: плафонные светильники из боковин перемещены на потолок. Система отопления представлена автономным отопителем WEBASTO 268,07; отопление в троллейбусах ЛАЗ 52522 происходит с помощью электрического отопителя. Полная пассажировместимость этого автобуса варьируется в зависимости от модификации и составляет от 95 до 108 человек. Кабина водителя отделена от салона сплошной перегородкой, передняя створка передней двери открывается автономно и рассчитана только для прохода водителя.
Приборная панель чёрная, пластиковая. Панель условно разделена на три части, спидометр расположен на левой части, ещё одно гнездо для спидометра расположено на средней части, вспомогательные показательные приборы расположены на правой части. Кнопки управления дверным приводом расположены на правой части, радио размещается вне приборной панели. Кресло водителя в первых выпусках имело поролоновый наполнитель и было менее комфортным, в обновлённых ЛАЗах на нём появились подлокотники, кресло сделано из различных синтетических материалов. Рулевое колесо в большинстве старых выпусков было стандартным лазовским, которое использовали все тогдашние ЛАЗ — МАЗ-64229, которое применялось и на ЛАЗ 52522, на обновлённых моделях устанавливается новый лазовский руль с эмблемой завода ZF 8098 Servocom с гидроусилителем. До «автомата» даже обновлённый ЛАЗ 5252 всё-таки не дорос, коробка передач — механическая 5-ступенчатая, «автомат» ZF Ecomat или Voith используют уже современные СитиЛАЗ. Управление движением автобуса происходит с помощью 3 педалей. Кабина водителя оснащена зеркалом осмотра салона, огнетушительем и аптечкой. Лобовое стекло может быть частично затонировано, а также иметь защитные экраны от солнца.
Преимущества модели ЛАЗ 5252:
- Неприхотливость модели, хорошая приспособляемость к дорогам стран СНГ.
- Пневматическо-рессорная подвеска нивелирует дефекты дорожного покрытия.
- Плавный разгон-торможение.
- Полная антикоррозийная обработка кузова у обновлённых моделей.
- Большинство недостатков устранено в рестайлинговых моделях.
- Невысокая цена.

Недостатки модели ЛАЗ 5252:
- Высокий пол.
- Очень шумные двигатели и плохая шумоизоляция салона.
- Быстрая коррозия кузова (старые модели).
- Мелкие поломки электроники и показательных приборов.
- Холод в салоне в холодное время года.
- Духота при полной загрузке в летний период.
- Механическая коробка передач.
- Неудобная планировка сидячих мест в салоне.
- Ненадёжность силовых агрегатов.

## Элементы рестайлинга
Рестайлинговые ЛАЗ 5252 получили следующие нововведения:
- Вклеенные тонированные стеклопакеты на всех окнах салона
- Полную антикоррозийную обработку кузова и полное оцинковки
- Улучшенную планировку мест в салоне, замену настила пола на линолеумный ковёр с блестящими включениями
- Замену старых сидений на новые зеленые, велюровые, характерные для микроавтобусов
- Новую баранку ZF Servocom 8098 (старая — МАЗ 64229) с гидроусилителем, сейчас характерно для семьи NeoLAZ
- Новую механическую коробку передач от ЯМЗ или Praga, новые педали управления.
- Светотехника имеет размытие, при малой глубине остекление значительно повышает силу света фар.

## Технические характеристики ЛАЗ 52528
| Параметр                                    | Характеристика                                  |
| ------------------------------------------- | ----------------------------------------------- |
| Модификация                                 | ЛАЗ 52528                                       |
| Выпуск, года                                | С 2002                                          |
| Мод                                         | Рестайлинговый                                  |
| Вид                                         | Городской автобус                               |
| Подобные                                    | ЛАЗ-5252 (1-9)                                  |
| Габаритные размеры                          | 11440 × 2510 × 3075                             |
| Колесная база, мм                           | 5470                                            |
| Высота пола, см                             | 79                                              |
| Подвеска                                    | Зависимая, пневматическо-рессорная              |
| Колесная формула                            | 4 × 2                                           |
| Минимальный радиус поворота, м              | 12                                              |
| Пассажировместимость вместе, чел.           | 95-103                                          |
| Сидячих мест, шт.                           | 28                                              |
| Формула дверей                              | 2-2-1                                           |
| Отопление                                   | WEBASTO 268,07                                  |
| Вентиляция                                  | Принудительная                                  |
| Снаряжённая масса, кг                       | 10400                                           |
| Полная масса, кг                            | 17070                                           |
| Тормозная система                           | Пневматическая, двухконтурный, барабанного типа |
| Шины                                        | 10,00 R20                                       |
| Рулевое управление                          | ЯМЗ-236Л                                        |
| Коробка передач                             | Механическая с 5 скоростями                     |
| Двигатель                                   | ЯМЗ-236НЕ                                       |
| Мощность двигателя, кВт                     | 169                                             |
| Расход топлива при 60 км/ч на 100 км, литры | 35                                              |
| Максимальная скорость, км/ч                 | 95                                              |